# Alemoatherium huebneri
Alemoatherium huebneri è un terapside estinto, appartenente ai cinodonti. Visse nel Triassico superiore (Carnico, circa 229 - 229 milioni di anni fa) e i suoi resti fossili sono stati ritrovati in Sudamerica.

## Descrizione
Tutto quello che si conosce di questo animale è una mandibola sinistra con denti, ed è quindi impossibile ricostruirne fedelmente l'aspetto. È probabile che questo animale di piccole dimensioni avesse vagamente l'aspetto di un ratto. La mandibola era sottile e slanciata, con un processo del dentale ricurvo in avanti; vi era un alto numero di incisivi e i denti postcanini erano simili a quelli dei triconodonti, con cuspidi cingolari mesiolinguali e distolinguali.

## Classificazione
Alemoatherium huebneri venne descritto per la prima volta nel 2017, sulla base di resti fossili ritrovati nella formazione Santa Maria nel Brasile meridionale. I fossili, dotati di una combinazione di caratteristiche che non si riscontrano in nessun altro cinodonte noto, indicano che questo animale doveva essere un membro specializzato del gruppo dei Prozostrodontia, all'interno dei Probainognathia; il Brasile meridionale ha fornito numerosi fossili risalenti alla fine del Triassico ascrivibili a una quantità di forme simili a mammiferi, alcune delle quali molto vicine all'origine di quest'ultimo gruppo, come i Brasilodontidae. Un'altra forma simile è Polonodon, più o meno coevo e proveniente dalla Polonia.